# Heinrich von Schenk
Johann Heinrich Schenk, ab 1808 Ritter von Schenk, (* 17. April 1748 in Düsseldorf; † 1. Mai 1813 in München) war ein bayerischer Staatsmann.

## Leben
Schenk war Sohn eines kurpfälzischen Unteroffiziers. Nach dem Schulbesuch trat er in die Armee ein und wurde wie sein Vater Unteroffizier. Trotz guter Leistungen waren ihm aufgrund seiner Herkunft höhere militärische Ränge verschlossen. Der Philosoph Friedrich Heinrich Jacobi stellte ihn als Privatsekretär ein. Dies war für seine weitere Laufbahn ein glücklicher Umstand. Jacobi, dem Schenk zunehmend ein Freund wurde, ermöglichte Schenk Latein und Französisch zu lernen sowie sich juristische und nationalökonomische Grundkenntnisse anzueignen. Schenk begleitete die Söhne Jacobis auf die Universität Duisburg, an der er selbst 1787 den Grad eines Lic. iur. erwarb. Im selben Jahr wurde er als Syndikus der Ritterschaft im Großherzogtum Berg angestellt. Daneben erteilte er seinem Sohn Friedrich, zusammen mit anderen Kindern, Privatunterricht.
Schenk wurde in der Kriegszeit 1793 vom kurbayerischen Finanzminister Franz Karl Joseph Anton von Hompesch zu Bolheim zum Militärökonomierat ernannt. Hompesch hatte Schenk bereits 1779 in München kennengelernt und berief ihn in seinen Stab, als er sich auf der Flucht vor den napoleonischen Truppen befand. 1795 wurde er für Verhandlungen nach Paris gesandt. Als Maximilian Joseph Kurfürst von Bayern und Pfalz wurde, erhielt Schenk auf Vorschlag Hompeschs am 27. Februar 1799 die Stellung eines Geheimen Finanzreferendärs. 1806 wurde ihm im Bayerischen Finanzministerium das Referat über Handel und Verkehr, Fabrikwesen etc. übertragen. Mit der Einrichtung des Geheimen Rats wurde er 1808 Wirklicher Geheimer Rat und 1809 unter Finanzminister Maximilian von Montgelas Generaldirektor der Finanzen. Er hatte damit effektiv die Leitung des Finanzministeriums inne.
Schenk wurde für seine Verdienste mehrfach ausgezeichnet. 1807 erhielt er die Ehrenmitgliedschaft der Bayerischen Akademie der Wissenschaften, 1808 das Ritterkreuz und 1810 das Komturkreuz des Verdienstordens der Bayerischen Krone. Mit der Verleihung des Ritterkreuzes des Verdienstordens erfolgte die persönliche Nobilitierung.
Schenk stand unter anderem in Verbindung mit Goethe, Wieland, Hamann und Lessing.
Der Salinendirektor Friedrich und der Staatsmann Eduard von Schenk waren seine Söhne, der Botaniker August Schenk sein Enkel.